# Markos Vamvakaris
Márkos Vamvakáris (grekiska: Μάρκος Βαμβακάρης), född 1905 i Ano Syros, död 1972, var en grekisk musiker. Han var en av de främsta företrädarna för den grekiska bluesen eller rempétika. Vamvakáris var mästerlig på bouzouki och var även berömd som kompositör. Det har gjorts mer än 30 inspelningar av hans musik, den tidigaste på 1930-talet. En byst av Vamakáris spejar ut över havet från det lilla torg som är uppkallat efter honom i Ano Syros.

### Fotnoter
1. 1 2  SNAC, SNAC Ark-ID: w6ms40d7, läs online, läst: 9 oktober 2017.[källa från Wikidata]
2. ↑  läs online, www.lifo.gr .[källa från Wikidata]